# Zona Volcànica de la Garrotxa
Zona Volcànica de la Garrotxa este o arie protejată (arie specială de conservare — SAC, sit de importanță comunitară — SCI) din Spania întinsă pe o suprafață de 15.276,41 ha, integral pe uscat.

## Localizare
Centrul sitului Zona Volcànica de la Garrotxa este situat la coordonatele 42°05′28″N 2°29′02″E / 42.0911°N 2.4839°E.

## Înființare
Situl Zona Volcànica de la Garrotxa a fost declarat sit de importanță comunitară în noiembrie 1996 pentru a proteja 58 de specii de animale. Situl a fost protejat și ca arie specială de conservare în noiembrie 2014.

## Biodiversitate
Situată în ecoregiunea mediteraneană, aria protejată conține 18 habitate naturale: Păduri de fag din Europa Centrală dezvoltate pe sol calcaros cu Cephalanthero-Fagion, Lacuri eutrofice naturale cu vegetație de tip Magnopotamion sau Hydrocharition, Roci stâncoase cu vegetație pionieră de Sedo-Scleranthion sau Sedo albi-Veronicion dillenii, Păduri de Castanea sativa, Galerii de Salix alba și de Populus alba, Păduri de Quercus ilex și Quercus rotundifolia, Fânețe de joasă altitudine (Alopecurus pratensis, Sanguisorba officinalis), Păduri aluvionare cu Alnus glutinosa și Fraxinus excelsior (Alno-Padion, Alnion incanae, Salicion albae), Pajiști uscate seminaturale și facies de acoperire cu tufișuri pe substraturi calcaroase (Festuco-Brometalia) (* situri importante pentru orhidee), Păduri de fag Asperulo-Fagetum, Pante stâncoase silicioase cu vegetație casmofită, Pante stâncoase calcaroase cu vegetație casmofită, Păduri de pin mediteraneene cu pini mezogeni endemici, Râuri de munte și vegetația lor lemnoasă cu Salix elaeagnos, Păduri de stejar sau de stejar și carpen sub-atlantice și medio-europene de Carpinion betuli, Păduri pe pante, grohotișuri și ravene de Tilio-Acerion, Păduri de fag acidofile atlantice, cu subarboret de Ilex și, uneori, de asemenea, Taxus, la nivelul arbuștilor (Quercion robori-petraeae sau Ilici-Fagenion), Râuri cu maluri nămoloase cu vegetație de Chenopodion rubri p.p. și Bidention p.p..
La baza desemnării sitului se află mai multe specii protejate:
- păsări (36): uliu porumbar (Accipiter gentilis gentilis), fluierar de munte (Actitis hypoleucos), pescăruș albastru (Alcedo atthis), rață mare (Anas platyrhynchos), șorecarul comun (Buteo buteo), caprimulg (Caprimulgus europaeus), Certhia brachydactyla, mierla de apă (Cinclus cinclus), șerpar (Circaetus gallicus), erete vânăt (Circus cyaneus), porumbel gulerat (Columba palumbus), prepeliță (Coturnix coturnix), vânturel roșu (Falco tinnunculus), cinteză (Fringilla coelebs), ciocârlan (Galerida cristata), găinușă de baltă (Gallinula chloropus), acvilă pitică (Hieraaetus pennatus), capîntortură (Jynx torquilla), sfrâncioc roșiatic (Lanius collurio), Lanius meridionalis, Larus michahellis, pescăruș râzător (Larus ridibundus), prigoare (Merops apiaster), muscar sur (Muscicapa striata), vultur egiptean (Neophron percnopterus), ciuf-pitic (Otus scops), pițigoi de brădet (Periparus ater), Phalacrocorax carbo sinensis, mărăcinar negru (Saxicola torquatus), sitar de pădure (Scolopax rusticola), turturică (Streptopelia turtur), silvie roșcată (Sylvia cantillans), corcodel mic (Tachybaptus ruficollis), pănțărușul (Troglodytes troglodytes), pupăză (Upupa epops), nagâț (Vanellus vanellus)
- mamifere (10): liliac cârn (Barbastella barbastellus), vidră de râu (Lutra lutra), liliac cu aripi lungi (Miniopterus schreibersii), liliac cu urechi mari (Myotis bechsteinii), liliac cu urechi de șoarece (Myotis blythii), liliac cu picioare lungi (Myotis capaccinii), liliac cărămiziu (Myotis emarginatus), liliacul mediteranean cu potcoavă (Rhinolophus euryale), liliacul mare cu potcoavă (Rhinolophus ferrumequinum), liliacul mic cu potcoavă (Rhinolophus hipposideros)
- nevertebrate (10): Austropotamobius pallipes, croitorul mare al stejarului (Cerambyx cerdo), Coenagrion mercuriale, fluturele de noapte (Eriogaster catax), fluturele auriu (Euphydryas aurinia), Euplagia quadripunctaria, Graellsia isabellae, rădașcă (Lucanus cervus), Oxygastra curtisii, Rosalia alpina
- pești (1): Barbus meridionalis
- reptile (1): Mauremys leprosa

Pe lângă speciile protejate, pe teritoriul sitului au mai fost identificate 8 specii de amfibieni, 15 specii de mamifere, 4 specii de reptile.